# Romeo Castelen
Romeo Castelen (født 3. maj 1983 i Paramaribo, Surinam) er en hollandsk fodboldspiller af surinamesisk oprindelse, der spiller som kantspiller hos VVV-Venlo. Han har tidligere repræsenteret blandt andet RKC Waalwijk, Feyenoord, ADO Den Haag og Hamburger SV.

## Landshold
Castelen har spillet 10 kampe og scoret ét mål for Hollands landshold, som han debuterede for den 18. august 2004 i et opgør mod Sverige.